# Polideportivo Villa el Salvador
El Polideportivo Villa el Salvador es un centro polideportivo ubicado en el distrito de Villa El Salvador, en la ciudad de Lima, capital del Perú. Se encuentra al costado de la Villa Panamericana, se desarrollan ahí las disciplinas de gimnasia y karate de los Juegos Panamericanos de 2019. Está conformado por dos bloques: competencias con una capacidad de alrededor de 6,100 espectadores y por otro lado, calentamiento y entrenamiento.
La obra tuvo un costo de S/ 90 millones aproximadamente y estuvo a cargo de Obrascon Huarte Lain S.A y JE Construcciones Generales. Las instalaciones serán utilizadas para la práctica de gimnasia, voleibol, básquetbol, balonmano, futsal, esgrima, bádminton, lucha, karate y tenis de mesa. Actualmente es administrado por el Proyecto Especial de Legado.

## Entrega
El 6 de junio de 2019, la organización de Lima 2019 cumplió con la entrega del Polideportivo Villa El Salvador, a la Federación de Gimnasia, con fines de preparación de los deportistas de cara a la competición. El Polideportivo Villa El Salvador es un escenario moderno y nuevo que se construyó con ocasión de los Juegos Panamericanos y los Juegos Parapanamericanos, en un plazo de 12 meses. Esta entrega constituye un importante respaldo a la Federación de Gimnasia para la preparación de los deportistas y siendo un gran legado para futuras competencias.
En esta ceremonia participaron el presidente de Panam Sports, Neven Ilic; el presidente de Lima 2019, Carlos Neuhaus; el alcalde de Villa El Salvador, Kevin Yñigo; y la titular de la Federación Peruana de Gimnasia, Jenny Martínez; además de los seleccionados de gimnasia artística y rítmica, los deportistas olímpicos Rosario de Vivanco y Ricardo Duarte, y el exalcalde del distrito Michel Azcueta.

## Descripción
El recinto deportivo está ubicado a pocas cuadras de la Villa Panamericana y Parapanamericana, se levanta sobre un terreno de 49,000 metros cuadrados, cuenta con dos bloques: uno para competencias y otro para entrenamiento. El coliseo de competencias tendrá capacidad para más de 5,000 personas y dispondrá de tribunas retráctiles.

Este comprende dos superestructuras: la principal está hecha de concreto y metal, con cuatro zonas de tribunas, áreas accesibles para personas con habilidades especiales, así como servicios higiénicos con las mismas características, y camerinos que estarán disponibles para los atletas durante la competencia.
La segunda estructura es netamente metálica y servirá como cancha de calentamiento, para utilizarse previa a las competencias de los deportes mencionados. Es importante señalar que ambas construcciones son independientes.

## Competiciones
En el polideportivo se llevaron a cabo las competencias de Gimnasia y Karate de los Juegos Panamericanos de 2019, desde el 25 de julio al 6 de agosto de 2019.
Las competiciones de Boccia y el Rugby en silla de ruedas en los Juegos Parapanamericanos de Lima 2019 se llevaron a cabo en este recinto.
En 2020 se desarrolló la primera edición de la Copa Nacional de Voley Movistar, organizada por la Federación Peruana de Voleibol, un evento donde seis equipos disputaron en cinco semanas encuentros  La competencia inició el 18 de noviembre con el partido entre los clubes Universidad San Martín de Porres y Rebaza Acosta.
En agosto de 2024 se desarrolla el Campeonato Mundial de Voleibol Femenino Sub-17 de 2024, la primera edición de un mundial de esta categoría.